# Monodiamesa alpicola
Monodiamesa alpicola är en tvåvingeart som först beskrevs av Lars Zakarias Brundin 1952.  Monodiamesa alpicola ingår i släktet Monodiamesa och familjen fjädermyggor. Inga underarter finns listade i Catalogue of Life.